# 狗拳
狗拳，福建拳術，為中國武術南拳門派之一，也是少林寺拳法的分支之一。

## 源流
相傳狗拳起於明朝時泉州少林寺對面的白蓮庵，庵中尼姑習練狗拳為健身護庵之用，因為白蓮庵加入反清活動而被清廷焚毀，白蓮庵中的一名四月大師投奔至福建永春縣陳家，四月大師將狗拳傳授給陳家之子陳彪，成為陳家傳子不傳女的絕技，陳家後人陳阿銀在民國初年因打死惡棍而逃亡至新加坡，又將狗拳傳給當地人陳依九。
陳依九一向嗜武，兼習泰拳、醉拳等武功，人稱鐵腳九師、神腿九，陳依九曾任新加坡武術協會會長，後於1932年遷居中國福州，於當地傳授狗拳至今。後在1979年時，狗拳被中國國家體委武術調查組列為南方少林拳系之稀有拳種。

## 介紹
少林狗拳，又稱「地攻拳」、「地術犬法」，屬於中國少林拳種之一，拳法是模仿狗的奔、撲、滾、翻、撑、仰、蹬、臥、閃、竄、抖等格鬥動作的形象而發展起來的象形拳。
全拳由十二個套路組成，分為上、中、下三盤，而以下盤為絕。它既有獨特的地躺動作和豐富多彩的腿上功夫，又有南拳的手法特點。全拳剛柔相濟、靈活多變、上下起伏、似南非南、似北飛北、獨具一格。
狗拳以弧形步為基本步法，中盤以矮樁功如蝙蝠跪樁為主要內容，上盤主要練拳、掌、勾三種手法，中盤練橋功跟肘功，下盤練抓、繞、絞等手法，增強躺地後擒拿抓撞對方下肢的能力。

## 來源
1. 1 2  周金伙 福建少林狗拳
2. ↑  少林狗拳圖說[]